# Levonkärki
Levonkärki är en halvö i Finland. Den ligger i sjön Ojajärvi och i kommunen Tammela i den ekonomiska regionen  Forssa ekonomiska region  och landskapet Egentliga Tavastland, i den södra delen av landet, 100 km nordväst om huvudstaden Helsingfors.